# Alexander Grigoriev
Pour les articles homonymes, voir Grigoriev.
Alexander Grigoriev (né le 21 mars 1992 à Moscou) est un coureur cycliste russe, membre de l'équipe Efapel.

## Palmarès et résultats

### Palmarès sur route
- 2010[1]
  - Coupe du Président de la Ville de Grudziadz :
    - Classement général
    - 1rea étape (contre-la-montre par équipes)
- 2012
  - 1re étape du Heydar Aliyev Anniversary Tour (contre-la-montre par équipes)
- 2014
  - 2e du championnat de Russie sur route espoirs
- 2017
  - Trophée Guerrita
  - Classique Xavier Tondo
  - Trofeo Santa María Magdalena
  - Tour d'Ávila :
    - Classement général
    - 1re étape

  - Trofeo San Gil Abad
  - 4e étape du Tour de Galice
  - 2e du Circuito Guadiana
  - 2e du Tour de la province de Valence
- 2018
  - 3eb étape du Grand Prix Jornal de Notícias (contre-la-montre)
  - 2e du Mémorial Bruno Neves
  - 3e du Grand Prix Anicolor
- 2020
  - 3e de la Clássica da Primavera
- 2021
  - Clássica Viana do Castelo
- 2022
  - 3e de la Clássica Viana do Castelo

### Classements mondiaux
| Année           | 2012 |
| --------------- | ---- |
| UCI Europe Tour | 779e |

### Palmarès sur piste

#### Championnats d'Europe
- Anadia 2014
  -  Médaillé d'argent de la poursuite par équipes espoirs

#### Championnats nationaux
- 2013
  - 2e du championnat de Russie de poursuite par équipes